# Route nationale 60d (Belgique)
Pour les articles homonymes, voir Route nationale 60.
La route nationale 60d est le contournement est de Leuze-en-Hainaut. Elle se détache de la route nationale 60 au sud de Leuze-en-Hainaut pour croiser ensuite la route nationale 526 (Leuze-en-Hainaut - Sirault) pour enfin rejoindre la route nationale 7 au niveau de la Zone Industrielle de l'Europe. Sa longueur est de +/- 4 kilomètres.